# Havana 3am
Hawana 3am – brytyjski zespół założony w 1986 grający  muzykę reggae-rock połączoną z rytmami latynoskimi i elementami rockabilly.
Zespół Hawana 3am powstał z inicjatywy byłego basisty The Clash Paula Simonona. Skład dopełnili: amerykański gitarzysta Gary Myrick, wokalista Nigel Dixon oraz perkusista Travis Williams, który dołączył do zespołu odpowiadając na ogłoszenie w gazecie. W 1991 w Japonii zespół nagrał płytę, a jeden utwór z niej pt. "Reach the Rock" stał się niewielkim przebojem. 
3 kwietnia 1993 roku zmarł Nigel Dixon. Po tym fakcie Paul Simonon opuścił zespół i przestał zajmować się muzyką. Gary Myrick nagrał jeszcze jedną płytę, ale nie zainteresowała ona publiczności i zespół przestał istnieć.
Nazwa zespołu została zaczerpnięta z tytułu albumu Pereza Prado kubańskiego barda z połowy lat 50.

## Dyskografia
- Havana 3am (Capitol Records 1991)
- Texas Glitter & Tombstone Tales (Capitol Records 1996])